# Бил Каулиц
Бил Каулиц (Лајпциг, 1. септембар 1989) немачки је певач, текстописац, дизајнер и модел. Најпознатији је по свом свом раду од 1999. до данас као певач групе Токио хотел, раније познате као Девилиш.

## Биографија

### Детињство и младост (1989—1999)
Бил Каулиц је рођен у Лајпцигу, Источна Немачка, десет минута после брата Тома, идентичног близанца, 1. септембра 1989. Његови родитељи, мајка Зимоне (нем. Simone), самостална кројачица, и отац Jörg Kaulitz, развели су се када су Бил и Том имали седам година. Њихова мајка почела да се забавља са Гордоном Тримпером (нем. Gordon Trümper), гитаристом немачког рок састава Фатун (нем. Fatun). После дванаестогодишњег забављања Зимоне се удала за Гордона 1. августа 2009.
Бил је показао рано интересовање за певање, а Том за свирање гитаре. Гордон је то приметио и подстакао, такође је охрабрио близанце да оснују свој бенд. Како је Бил нагласио у неколико интервјуа, Том и он су почели да пишу музику са седам година.

### Рана музичка каријера (1999—2003)
Са десет година, Бил и Том су почели да наступају у Магдебургу, у близини свог родног града Лајпцига, под псеудонимом Black Question Mark. Свирали су на малим програмима и док је публика уживала, нису били познати. Вероватно због чињенице да је Black Question Mark, састављен од два близанца, био само то: дует. Нису имали никога ко би могао свирати бубњеве и бас-гитару и заправо, близанци су користили клавијатуре како би попунили друге инструменталне звукове.
Када су Бил и Том напунили дванаест година, све се променило. У публици на једном од њихових наступа су били Георг Листинг (нем. Georg Listing; тада 14) и Густав Шефер (нем. Gustav Schäfer; тада 13). Листинг и Шефер су били пријатељи и након наступа, пошто им се допало шта су чули и видели, понудили су да се придруже. Група је затим преименована у Devilish. Ова четворка је наставила да наступа, али осим што је представљена на другоразредном немачком информативном програму негде између краја 2002. и почетка 2003, Devilish није ишао нигде до Билове аудиције за ријалити ТВ шоу за таленте Star Search.

### Star Searchи објављивањеSchreiалбума (2003—2005)
2003. Бил (13) се опробао у немачкој верзији ријалити-шоу програма Star Search, али након наступа са песмом "It's Raining Men" у четвртфиналу, Бил је изгубио од Оливера Брутона (нем.Oliver Bruton). Бил је емотивно тешко примио пораз; међутим, његов наступ је отворио врата за нове могућности. Дејвид Џост (нем.David Jost) је гледао Била и убрзо затим се приближио групи Devilish са понудом да буде њихов менаџер.
Џост је успео да Devilish потпише уговор са Sony BMG, али Sony је прекинуо уговор баш када је Devilish снимао свој деби албум (мада се песме са албума могу пронаћи на Јутубу).
Поново, Devilish је трагао за издавачком кућом. Временом, јер су били релативно познати и наступали у деловима Немачке, Devilish је одлучио да промени име.
На крају су одлучили да то буде Токио хотел; „Токио“ од немачког правописа града Токија, Јапан — град о ком су увек маштали да посете - и „Хотел“ због чињенице да док су на турнеји у суштини живе у разним хотелима широм Немачке.
Ово је трајало до 2005. када је Џост довео Била и његов бенд са Universal-овом Музичком Групом Interscope Records и Токио хотел је потписао уговор. Одмах су почели са радом, објављујући свој деби албум Schrei ("Вришти") годину дана касније. Први сингл са Schrei албума био је "Durch den Monsun" ("Кроз Монсун"), који је достигао #1 у Немачкој месеца када је сингл и објављен.
Остали синглови су "Schrei" ("Вришти"), "Rette Mich" ("Спаси ме"), и "Der Letzte Tag" ("Последњи дан"). Док је "Schrei" као сингл доспео на #5 на немачким топ-листама, "Rette Mich" и "Der Letzte Tag" су била још два #1 сингла бенда. Токио хотел је убрзано градио своју славу у Немачкој.

### Прва турнеја,Zimmer 483, и растући успех (2005—2007)
Токио хотел је покренуо своју деби турнеју у Немачкој, као подршку објављивања Schrei албума и његових синглова. Обишли су Немачки и такође снимали уживо DVD. На сцени, Бил је био чувен и познат по свом енергичном стилу и усклађивању са фановима (често би допуштао публици да пева стихове уместо њега).
Године 2006. Бил је синхронизовао улогу Артура у првом делу немачке верзије филма „Артур и Минимоји“.
Токио хотел је био назив домаћинства у Немачкој и овом тренутку, и то их је приморало да се врате у студио. Након успешног објављивања Schrei албума, Токио хотел је одлучио да ради на свом другом албуму, Zimmer 483 (Соба 483), који је објављен у фебруару 2007. Албум је у почетку изродио три сингла: "Übers Ende der Welt" ("Преко краја света"), "Spring nicht" ("Не скачи") и "An deiner Seite (Ich bin da)" ("На твојој страни (Ја сам ту)"). Четврти сингл, "Heilig" ("Света"), је објављен 2008.
Као подршка објављивању албума Zimmer 483, Токио хотел је кренуо на континенталну турнеју Европом, остварујући још један уживо DVD и публицистички подстицај бенда. Такође, током снимања Zimmer 483 албума, Токио хотел је узео у обзир пораст њихове базе фанова на Западу, и одлучио да желе да сви могу певати њихове песме. Као резултат тога, снимане су изабране песме са Schrei и Zimmer 483 албума, али преведене на енглески. Бил Каулиц је био на путу да постане међународна рок икона заједно са Токио хотелом.

### Међународно пробијање,Scream, и катастрофа на1000 Hotelsтурнеји (2007—2008)
Како се база фанова на Западу ширила, Бил и бенд су одлучили да поново сниме одабране песме са Schrei и Zimmer 483 албума за нови албум на енглеском језику, тако да фанови широм света могу разумети песме бенда. Резултат поновног снимања песама био је енглески деби албум Токио хотела, под називом Scream. Албум је објављен у Европи средином 2007. (мада под називом Room 483, буквалан превод од Zimmer 483, да изрази непрекидност са тим албумом), али на Западу није био објављен све до средине 2008.
Scream је изродио четири сингла, укључујући "Scream" ("Вришти"), "Monsoon" ("Монсун"; превод песме "Durch den Monsun"), "Don't Jump" ("Не скачи"), и "Ready, Set, Go!" ("Припрема Позор Сад"; превод песме "Übers Ende der Welt"). Scream је био прилично успешан међународно, и као подршку албуму, Токио хотел је напустио Европу по први пут у својој каријери, и отпутовао у САД.
У фебруару 2008. Токио хотел је по први пут крочио у Северну Америку да одсвира пет наступа, почевши у Канади и завршивши у Њујорку. Токио хотел је био први немачки извиђач након Nene да успе међународном нивоу и остане тако, фанови су се свакако сложили. Турнеја САД је била успешна, али када су се вратили у Европу и наступали масивне турнеје, катастрофа је погодила бенд, нарочито Била лично.
1000 Hotels Турнеја је почела у Бриселу, Белгија, 3. марта 2008, и наставља се даље укључујући Холандију, Луксембург, Француску, Шпанију, Португал, Италију, Србију, Словенију и Скандинавију, и планирано је да се заврши 9. априла. Међутим, тога није било. Једанаест дана након почетка турнеје, 14. марта, Бил Каулиц је почео да осећа вокалне проблеме у сред концерта у Марсељу, Француска. Дозволио је публици да пева чешће него иначе и уместо оригиналне 21 песме које су поставили на листу, одсвирали су само 16 песама.
Два дана након догађаја у Француској, Токио хотел је отказао концерт у Лисабону, Португал, неколико минута пре него што је требало да почне. Бенд, без Била, се попео на сцену и извинио се због отказивања концерта. Објаснили су да је Бил болестан и да је одлетео у Немачку код лекара. Бил је певао 43 концерта без одмора и развила му се нелечена инфекција грла, која се касније претворила у цисту на његовој гласној жици, која је морала бити уклоњена хируршким путем 30. марта. Бил није био у могућности да говори дванаест дана и имао је четири недеље вокалне рехабилитације.
Али у мају 2008, Бил се вратио и Токио хотел је изменио датуме 1000 Hotels турнеје, додајући много концерата на отвореном и завршавајући турнеју, што је био успех на крају упркос борбе коју је Бил водио са својим гласом, 13. јула у Верхтеру, Белгија.

### Хомосексуалност, инцидент са сталкерима,Humanoid, саобраћајка и будућност (2007—данас)
Због свог андрогиног стила и коришћења шминке круже гласине о његовој сексуалности да ће се испољити. Каулиц каже да су такви коментари обичне гласине и да га прате на сваком кораку, што се може видети на примеру немачког гангстер репера Бушида (нем. Bushido), који је у неколико наврата правио шале о томе како је заинтересован за певача. Резултат није непријатељство, већ изненађујуће пријатељство да сада обојица подржавају један другог јавно и у свакој прилици их представља, без обзира на различите жанрове музике.
2007. један број Француског часописа Voici био је објављен са чланком под насловом "Bill De Tokio HotelTokio Hotel: Gay Ou Pas Gay?" (Бил из Токио хотела: Геј или не геј?), као одговор на гласине да је тинејџерски певач изашао као хомосексуалац на Интернет сајту. Каулиц је остао миран о својој наводној сексуалности, али након недељу дана појавио се на програму немачких вести о познатима Exclusiv Weekend, негирајући гласине. Одговорио је, „Нисам геј. И мислим да би било штета поред свих ових лепих девојака у првим редовима."
Више проблема у јавности дошло је за Била када је неколико сталкерки немилосрдно пратило бенд, и такође су пратиле Тома до куће његових родитеља у Немачкој. Ово се наизглед завршило када је старији Каулиц наводно ударио једну сталкерку на бензинској пумпи априла 2009. и одвезао се. Последњи чланак у Билту (нем. Bild) изјавио је да је питање освежено и да ће се Тому Каулицу можда судити за напад. Крајем децембра 2009. подигнуте су оптужбе против Тома и како већина сада сазнаје, подигао је оптужбе против девојке коју је наводно урадио, на основу сталкинга.
Током 2008. и 2009. Токио хотел је отишао у студио ради објављивања свог другог енглеског и трећег немачког албума. Резултат је Humanoid албум, који је више техно оријентисан и нови звук који показује како је Бил - и бенд као целина - брзо сазрео иако су близанци тек напунили двадесет година. Humanoid је објављен 6. октобра 2009. и само месец дана касније, Токио хотел је покупио награду „Најбоље групе“ на ЕМА-у у Берлину 5. новембра. Humanoid је до сада изродио два сингла: "Automatic"/"Automatisch", објављен у септембру 2009, и "World Behind My Wall"/"Lass uns laufen", који ће бити објављен у јануару 2010.
Убрзо након EMA-а, Билт (нем. Bild) је саопштио да је дан пре EMA-а Бил Каулиц доживео саобраћајну несрећу на путу за Берлин. Други ауто је скренуо у Билову траку без сигнализације и Бил је покушао да избегне ауто, слупавши се у ограду са стране и уништивши свој Audi Q7. Бил није био повређен и могао је да наступа на EMA-у у Берлину наредног дана.
Године 2009. репризирао је синхронизацију Артура за наставак филма „Артур и Минимоји“.

## Јавна слика
Бил је познат по свом андрогином изгледу. Немачка страница dw-world.com каже да су му његов изглед, младост и чупава коса помогли да добије статус иконе многих тинејџерки. Бил сам дизајнира своје омиљене костиме за наступе. Чак и када не може добро да нацрта, његов кројач зна на шта је тачно мислио. Наводно скупља трегере, и Бил Каулиц такође „потпуно луди за јакнама“ - нарочито кожним. На стотине их виси у његовом орману - углавном у црној боји (иако је Бил неколико пута рекао да ни једна од њих није заиста од коже - он је против коришћења праве животињске коже/перја за одећу). Наводи свој стил и модне утицаје као што су Дејвид Боуи, нарочито у "Labyrinth", Нена (фр. Nena), вампири, париске половне продавнице, упадљив накит и Dior Homme.
Августа 2008. Бил је одабран за најатрактивнијег певача на бини од стране читалаца шпанског часописа ¡Hola!. Бил је овековечен у воску у музеју Мадам Тисо у Берлину. Његова воштана фигура је откривена 30. септембра 2008. Са деветнаест година, Бил је постао најмлађа особа овековечена у воску у музеју Мадам Тисо у Берлину. Децембра 2008. Бил Каулиц је именован за „Мушкарца године #6" од стране МТВ Новости.
У септембру 2009. Бил је одабран од стране модне легенде Карла Лагерфелда (нем. Karl Lagerfeld) да учествује у фотографисању за тридесети рођендан часописа Вог (фр. Vogue) у Немачкој. Карл Лагерфелд га описује као „Осталу идеју Немца“ и написао је да је двадесетогодишњи певач са необичним стилом постао звезда; и модна икона.
У октобру 2009. Бил је био #11 на листи Најбоље Обучених немачког часописа GQ. Наводе његов китњаст стил као један од разлога зашто је одабран, као и његови смелост да мења и проба нешто ново. Дизајнер Мајкл Мичелсти (енг. Michael Michalsty) подржава његову одлуку говорећи: “Бил Каулиц је јединствен и бескомпромисан, поп уметност је оживљена. Воли да мења – то је мода.” За Dsquared2 Јесен/Зима 2010 модну ревију, Бил је отворио и затворио програм док је музика бенда свирала у позадини. Тренутно живи са својим братом Томом у Лос Анђелесу. Има Енглеског булдога Пумбу. Са својим бендом октобра 2014. издао је албум Kings Of Suburbia. Вегетаријанац је. За 2015. годину најављена је турнеја Feel it All. Свој први самостални албум "I'm not OK" објавио је 2016. године.